# SALTA Producciones
SALTA Producciones es la filial de Atlas News, la agencia de noticias de la que es propietaria Mediaset España. SALTA Producciones se dedica a la creación y producción de programas para la distribución a las cadenas de televisión.
Junto a Telecinco, SALTA (abreviatura de la productora) provee de formatos a las cadenas autonómicas y las principales televisiones locales. 

## Programas
Algunos de los programas nacidos de la factoría SALTA son:
- Aquí hay tomate: Fue un programa diario que trata sobre la actualidad del corazón. Presentado por Jorge Javier Vázquez y Carmen Alcayde; El "Tomate" es ya un clásico de la televisión de nuestros días.[3]

- TNT: Fue un programa semanal presentado por Yolanda Flores en Telecinco, en el que se debate en profundidad sobre temas de actualidad incorporando puntos de vista no convencionales.

- Pecado Original: Fue un formato satírico de actualidad emitido en el prime-time de Telecinco entre el año 2002 y el 2005. Obtuvo el TP de Oro de 2004 al mejor programa de actualidad.

- Canarias: Un paseo por las nubes: Fue una serie de 30 programas de 25 minutos cada uno que actualmente se emite en la Televisión Autonómica Canaria. La serie es un recorrido aéreo por todas las islas, mostrando su geografía, los lugares más destacados tanto urbanos como interurbanos.

- Castilla La Mancha: Un paseo por las nubes: Fue una serie de 13 programas de 25 minutos cada uno, emitidos en la Castilla-La Mancha Televisión. El formato es un recorrido por  la comunidad, mostrando lo más destacado de la geografía castellano-manchega.

- Ruta de Don Quijote: Un paseo por las nubes: Es una serie de 12 programas, actualmente en emisión, que recorre los puntos más apasionantes de la ruta del Ilustre Hidalgo. Con un guion con referencias constantes a la obra de Cervantes, las imágenes proporcionan una visión diferente en el año que se cumple el cuarto centenario.

- Diario de...: Es un programa de investigación periodística que trata sobre reportajes y que fue presentado por Mercedes Milá en Telecinco. En la actualidad se emite en la cadena Cuatro los lunes a partir de las 00:30 horas y que produce en colaboración con la agencia.

- Becarios: Es una serie de humor nacida de la web de Telecinco-, y que actualmente se emite a través de la web, por telefonía móvil y a través de la TDT en el canal La Siete. Becarios se divide en capítulos de 4 a 6 minutos de duración, y que están disponibles en la web todos los jueves.